# 群山埠头站
群山埠頭站（：／ Gunsan-budu yeok */?）曾为韩国铁路群山货物线上的一个车站，位于全罗北道群山市，已于1945年废止。

## 历史
- 1943年12月1日，落成使用[1]。
- 1945年，停止使用。